# STS-46
STS-46は、アトランティスを用い、1992年7月31日9:56:48 (EDT) に打ち上げられた、アメリカ航空宇宙局 (NASA) のスペースシャトルのミッションである。

## 乗組員
- 船長 - ローレン・シュライヴァー（英語版） (3)
- 操縦手 - アンドリュー・アレン (1)
- ミッションスペシャリスト1 - クロード・ニコリエ,ESA (1)
- ミッションスペシャリスト2 - マーシャ・アイビンス (2)
- ミッションスペシャリスト3 - ジェフリー・ホフマン（英語版） (3)
- ミッションスペシャリスト4 - フランクリン・チャン＝ディアス (3)
- ペイロードスペシャリスト1 - フランコ・マレルバ（英語版） ,ASI (1)

### バックアップ
- ペイロードスペシャリスト1 - ウンベルト・グイドーニ,ASI

## ハイライト
ミッションの主目的は、欧州宇宙機関(ESA)のEURECAと、NASAとイタリア宇宙機関(ASI)が共同で運用するテザー推進衛星(TSS)の放出である。データ処理システムの問題のため、EURECAは予定よりも1日遅れて放出された。放出の7時間半後、スラスタが点火し、EURECAを予定の光度である約310マイルに運んだ。しかし、予期せぬ光度データのため、スラスタの点火は24分間から6分間に短縮された。この問題は解決し、EURECAはミッションの6日目に運用軌道まで達した。curtailも、EURECAの問題のため、予定よりも1日遅れた。放出の際、テザーの線が混雑していたため、オービタから12.5マイルの距離まで達するはずが、860フィートまでしか達しなかった。数日間の何度かの試みの後、TSSの運用は短縮され、地球に帰還するために格納された。その他のペイロードには、Evaluation of Oxygen Integration with Materials/Thermal Management Processes (EOIM-III/TEMP 2A)、Consortium for Materials Development in Space Complex Autonomous Payload (CONCAP II及びCONCAP III)、IMAX Cargo Bay Camera (ICBC)、Limited Duration Space Environment Candidate Materials Exposure (LDCE)、Air Force Maui Optical Site (AMOS)、Pituitary Growth Hormone Cell Function (PHCF)、Ultraviolet Plume Instrument (UVPI)があった。目的を完了するため、ミッションは延長された。STS-46は、軌道まで到達した150回目の有人宇宙飛行となった。

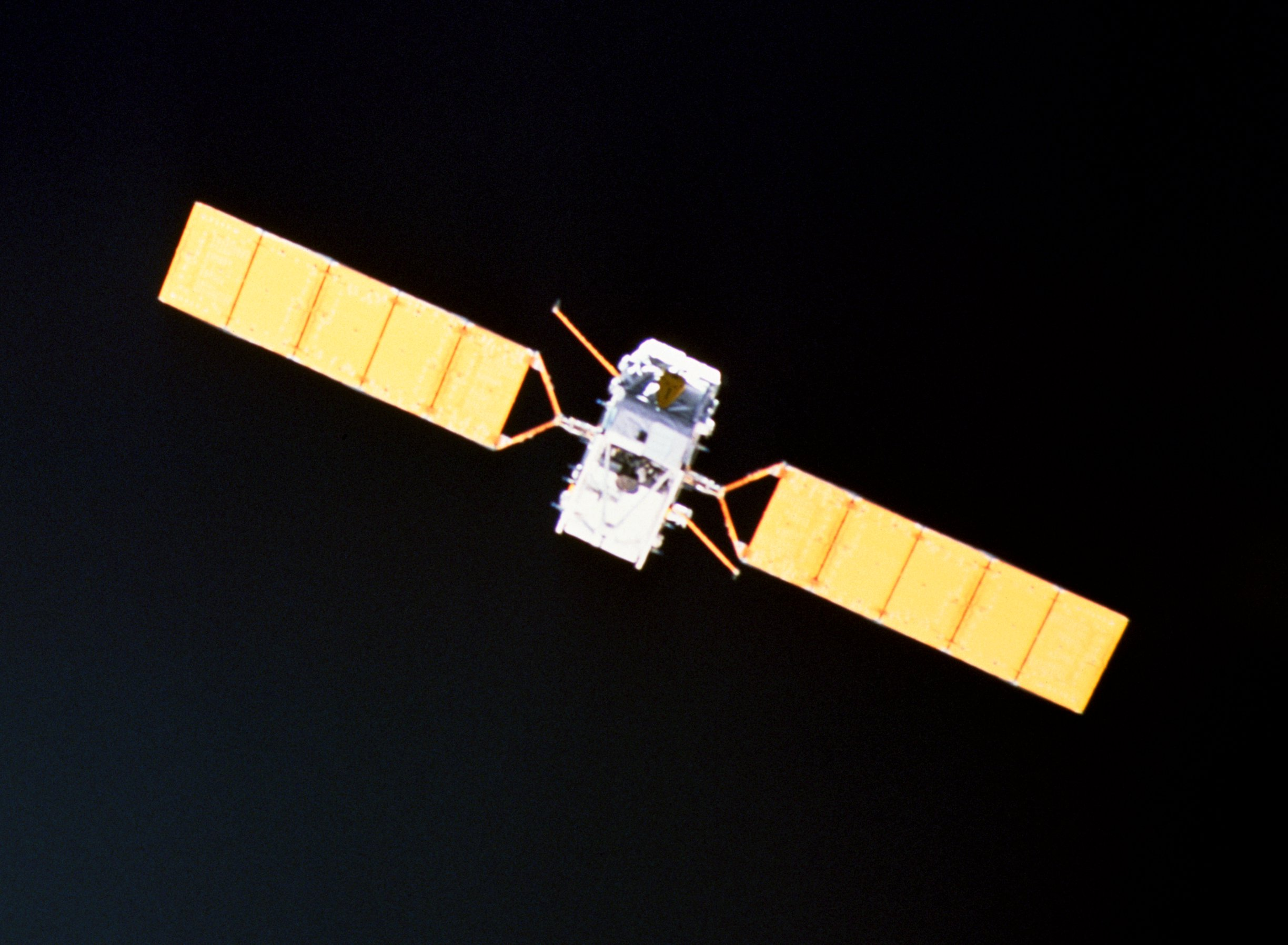
放出後のEURECA
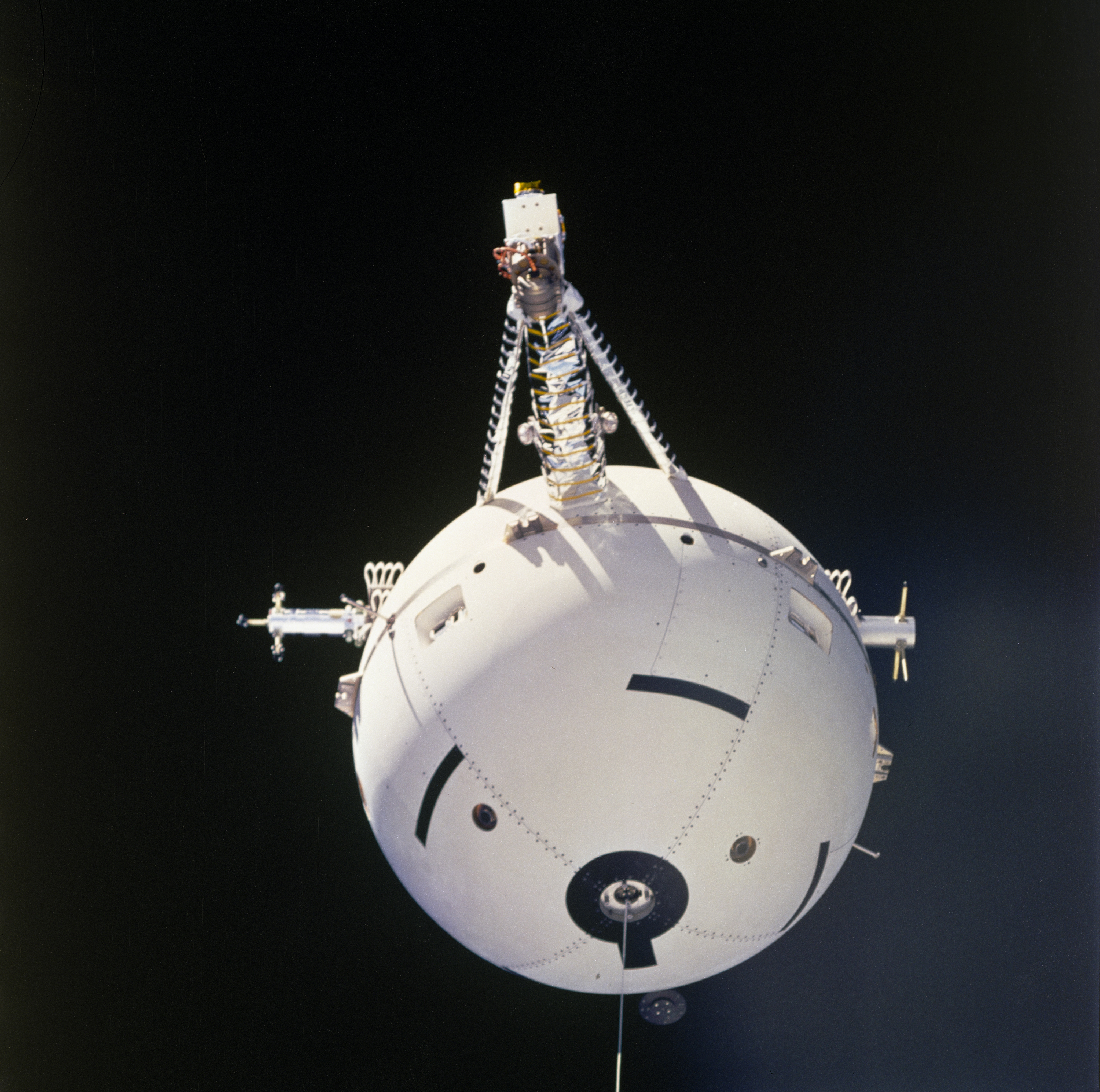
TSS衛星
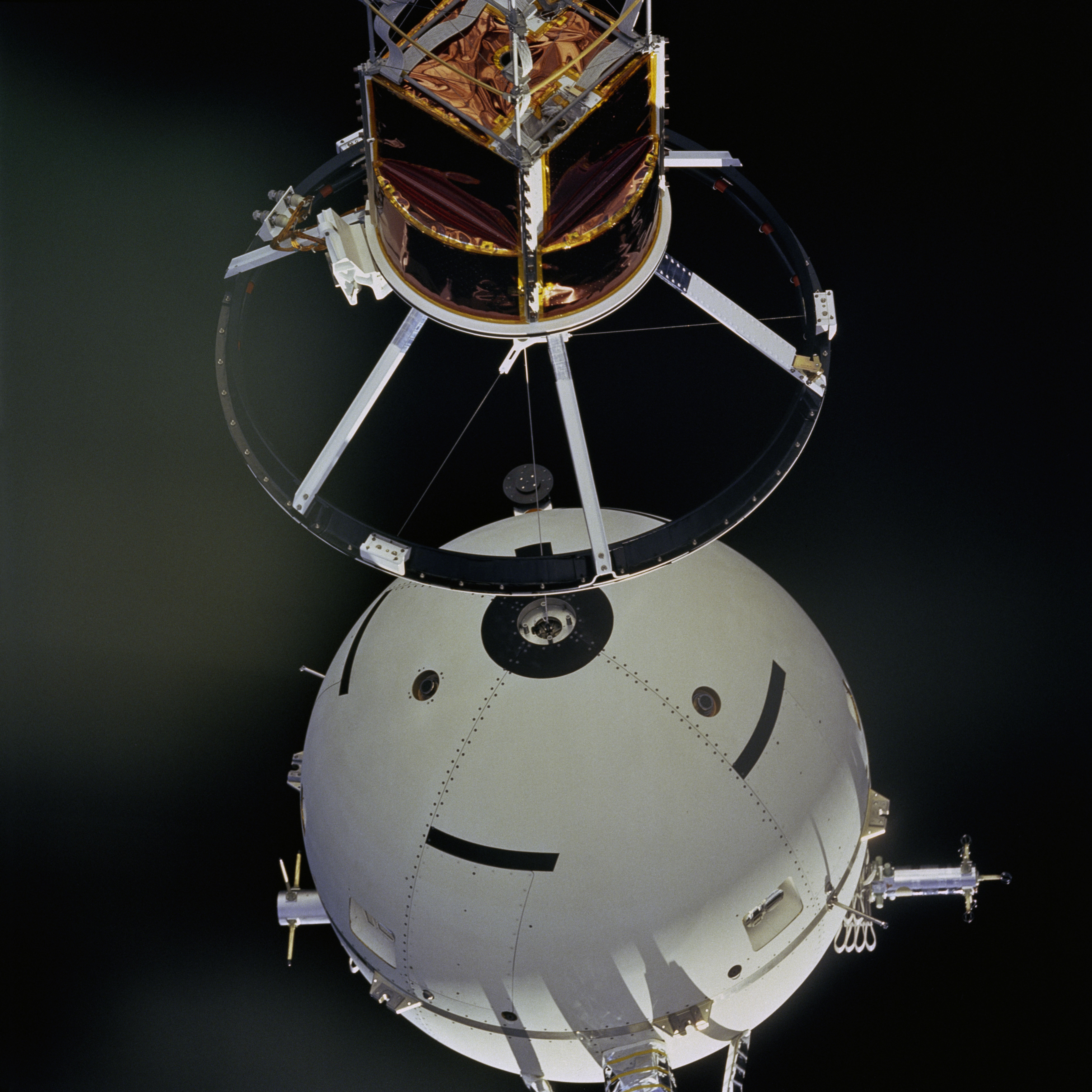
TSSの放出
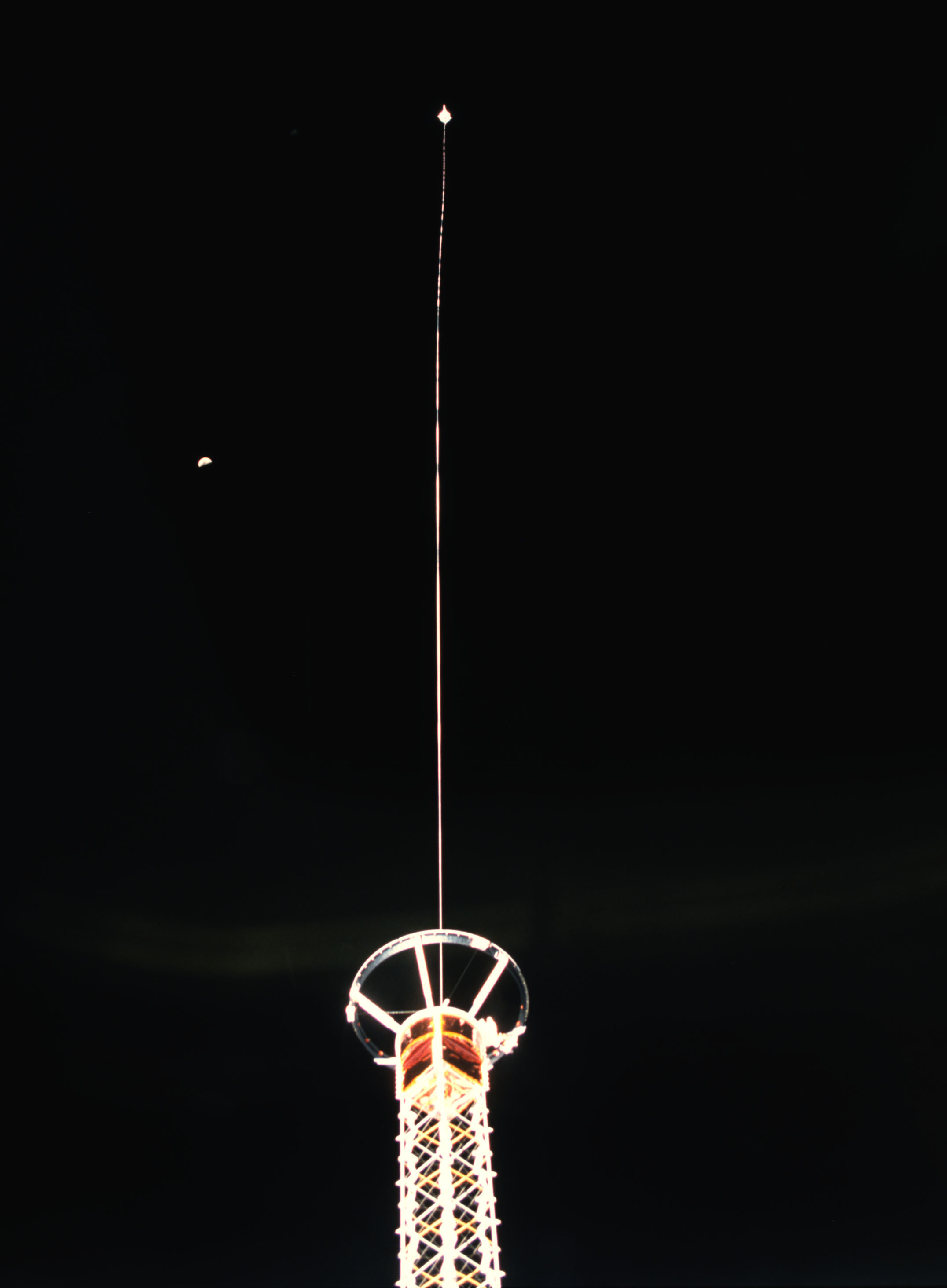
TSSの放出